# Herb Kolonii

Herb Kolonii

Herb Kolonii istnieje od około tysiąca lat. Herb w obecnym kształcie znany jest od XVI w. Do 1475 r., kiedy Kolonia otrzymała status Wolnego Miasta Rzeszy, miasto posługiwało się herbem arcybiskupstwa kolońskiego, którego przedstawiciele pełnili funkcję elektorów w wyborze cesarza. Herb ten przedstawia na białym polu czarny krzyż i jest do dziś używany jako znak arcybiskupstwa kolońskiego.
Blazonowanie: W srebrnym polu czerwona głowica z trzema koronami złotymi w pas oraz 11 czarnych płomieni (5:4:2).
Trzy korony symbolizują Trzech Króli, których relikwie znajdują się w kolońskiej katedrze. Relikwie sprowadzono w 1164 r. na polecenie cesarza Fryderyka Barbarossy. Natomiast jedenaście płomieni, które w herbie Kolonii występują od XVI w., nawiązują do patronki Kolonii Świętej Urszuli księżniczki brytyjskiej, która za przyjęcie chrześcijaństwa została wraz z 10 dziewicami zamordowana przez armię Hunów w 383. Według legendy święta miała zostać zamordowana, gdy wraz z dziewicami wracała z pielgrzymki do Rzymu. Natomiast barwy, czerwień i biel, symbolizują przynależność miasta do Hanzy, do której Kolonia należała od XII w.